# Irak en los Juegos Olímpicos de Roma 1960
Irak estuvo representado en los Juegos Olímpicos de Roma 1960 por un total de 21 deportistas masculinos que compitieron en 5 deportes.

## Medallistas
El equipo olímpico iraquí obtuvo las siguientes medallas:
| Nombre          | Deporte      | Competición |
| --------------- | ------------ | ----------- |
| Oro             |              |             |
| —               |              |             |
| Plata           |              |             |
| —               |              |             |
| Bronce          |              |             |
| Abdulwahid Aziz | Halterofilia | 67,5 kg M   |